# Yusuf Fırat Kaplan
Yusuf Fırat Kaplan (* 16. Juli 1998 in Yüksekova) ist ein türkischer Fußballspieler.

## Karriere
Kaplan begann mit dem Vereinsfußball in der Jugend von Ceyhanspor und spielte ab 2013 für den Nachwuchs von Adanaspor.
In der Hinrunde der Saison 2014/15 wurde er erst am Training der Profimannschaft von Adanaspor beteiligt und gab schließlich am 2. September 2014 in der Pokalbegegnung gegen Bayrampaşaspor sein Profidebüt. Im August 2014 hatte er von seinem Verein auch einen Profivertrag erhalten.